# Chứng bắt thế
Chứng bắt thế hay là chứng giữ nguyên thế (tiếng Anh là Catalepsy, từ tiếng Hy Lạp κατάληψις "bắt") là một trạng thái thần kinh đặc trưng bởi sự cứng cơ và tư thế bất động bất kể kích thích từ bên ngoài cũng như sự giảm cảm giác đau. Người bị chứng này vẫn hoàn toàn tỉnh táo và nhận biết được các hiện tượng xung quanh nhưng không phản ứng được, do đó nó giống như bóng đè nhưng không xảy ra trong khi ngủ. Nó cũng không nhất thiết bao gồm liệt toàn thân là bệnh mãn tính do tổn thương thần kinh.

## Nguyên nhân
Chứng bắt thế là triệu chứng của một số rối loạn thần kinh hoặc các bệnh như Parkinson và động kinh. Nó cũng là một triệu chứng đặc trưng khi cai nghiện cocain. Việc điều trị bệnh tâm thần bằng thuốc chống loạn thần (antipsychotic) (như khi bị tâm thần phân liệt) cũng có thể gây ra chứng này, chẳng hạn như haloperidol, và ketamine gây tê. Trong một vài trường hợp, mộc cú sốc cảm xúc rất mạnh có thể dẫn đến bắt thế cục bộ – một ví dụ nổi tiếng là phản ứng của kỷ lục gia Olympic 1968 môn nhảy xa Bob Beamon khi biết ông đã vượt kỉ lục thế giới trước đó đến hơn 0,5 mét. Có người đề xuất rằng Protein kinase A là chất trung gian của hiện tượng bắt thế. Những nguyên nhân khác bao gồm các thuốc ngăn tái hấp thụ các chất truyền dẫn thần kinh dòng ađrênalin như là Reserpine.

## Triệu chứng
Các triệu chứng bao gồm: cứng người, cứng chi, chi giữ nguyên vị trí khi được di chuyển, không phản xạ, mất kiểm soát cơ, chậm các chức năng của cơ thể, ví dụ như hô hấp.

## Các trường hợp trong lịch sử
Anne Carter Lee, mẹ của tướng quân miền nam Robert E. Lee, bị bùa bắt thế và bị mất ý thức và liệt rung. Chuyện kể rằng người ta tưởng bà đã chết do bùa chú và chôn bà trong khu đất của gia đình ở Virginia. Sau đó, khi nghe thấy tiếng động, một người hầu đã để ý và bà được đào lên, còn sống nhưng hoảng loạn. Chuyện này được cho là xảy ra năm 1806, một năm sau khi Robert E. Lee ra đời. Đây là giai thoại đáng sợ tuy nhiên hầu như chắc chắn là sai. Không có ghi chép chính thức nào về nó và tiểu sử của Robert E. Lee cũng như của cha ông, Henry, không có lời nào ám chỉ đế nó.